# Carni
Pour les articles homonymes, voir Carnes.

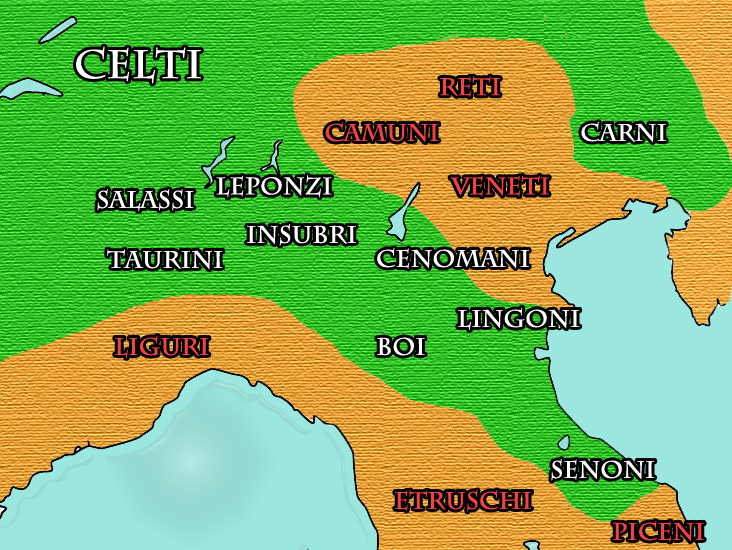
Les peuples de la Gaule cisalpine 391-192 av. J.-C.

Les Carni (en latin), parfois dénommés par francisation Carnes, étaient un groupe ethnique d’origine celte qui, de la plaine entre le Rhin et le Danube, se déplaça, autour de 400 av. J-C. et s’établit en partie dans les régions actuelles du Frioul, de la Styrie (Land), de la Carinthie (Land) et de la Slovénie nord-occidentale. Très vite, les Carni entrèrent en contact avec le peuple évolué des Vénètes et avec les groupes ethniques des Illyriens (ou Histriens), des Liburniens, des Iapydes, qui avaient donné vie à la culture des castellieri, probablement avec les autochtones Rhètes.
Ils donnèrent leur nom à la Carnia, à la Carniole (en slovène Kranj) et à la Carinthie (Land) (en allemand Kärnten), ainsi qu'aux Alpes carniques (Alpes Carnicae).

## Histoire
La mention la plus ancienne se trouve chez Tite-Live et se rapporte à des événements des années 171-170 av. J.-C.
L'assujettissement à la puissance romaine eut lieu au IIe siècle av. J.-C., dans la future 10e région romaine, et se termina entre le 15 novembre et le 8 décembre de l’an 115 av. J.-C., quand le consul Marcus Aemilius Scaurus triompha de Galleis Karneis ; à la suite de cette soumission, les Carni furent autorisés à peupler et coloniser la plaine comprise entre le fleuve Livenza et les Préalpes juliennes qu’ils avaient déjà, précédemment, tenté d’occuper en même temps que les Vénètes et les Romains.
À partir du VIe siècle, sous la pression des Slaves et des Germains, la zone montagneuse peuplée par les Carni romanisés se contracte progressivement et se réduit à la seule Carnia et à la plaine du Frioul, soumises aux flux migratoires venant soit de la Carniole et de la Carinthie, soit des autres zones de l’est ; ce phénomène se stabilisa probablement sous la domination lombarde du Frioul.

## Carni ou Carnutes?
Les Carnutes qu’on trouve en Gaule au temps de César sont un peuple ancien - ou du moins leur nom l’est-il. Tite-Live signale des Carnutes parmi les peuples gaulois qui, conduits par le semi-légendaire Bellovèse, émigrent vers l’Italie sous le règne de Tarquin l’Ancien (VIe s. av. J.-C.)
Peut-on rapprocher ces Carnutes des Carni cités par le même Tite-Live comme installés dans la vallée du Tagliamento, au nord-est de la Vénétie, et qui auraient donné leur nom aux provinces, de la Carnia, de la Carniole et de la Carinthie, et aussi aux montagnes avoisinantes (les Alpes carniques), ?